# Kraftwerk Four Corners
Das Kraftwerk Four Corners ist ein Kohlekraftwerk in der Nähe von Farmington im US-Bundesstaat New Mexico.
Die installierte Leistung des in den 1960er Jahren errichteten Kraftwerks betrug ursprünglich 2,04 GW. Die Blöcke 1–3 wurden jedoch 2013 abgeschaltet, womit die Gesamtleistung jetzt noch bei 1.540 MW liegt. Der Besitzer Arizona Public Service kaufte Southern California Edison 2015 seinen Anteil an den Blöcken 4 und 5 ab und errichtete bis 2018 eine neue Rauchgasentschwefelung, um den Anforderungen der EPA zu genügen. 1979 wurde bereits eine erste Rauchgaswäsche (FGD) installiert, die aber heute nicht mehr ausreichend ist.

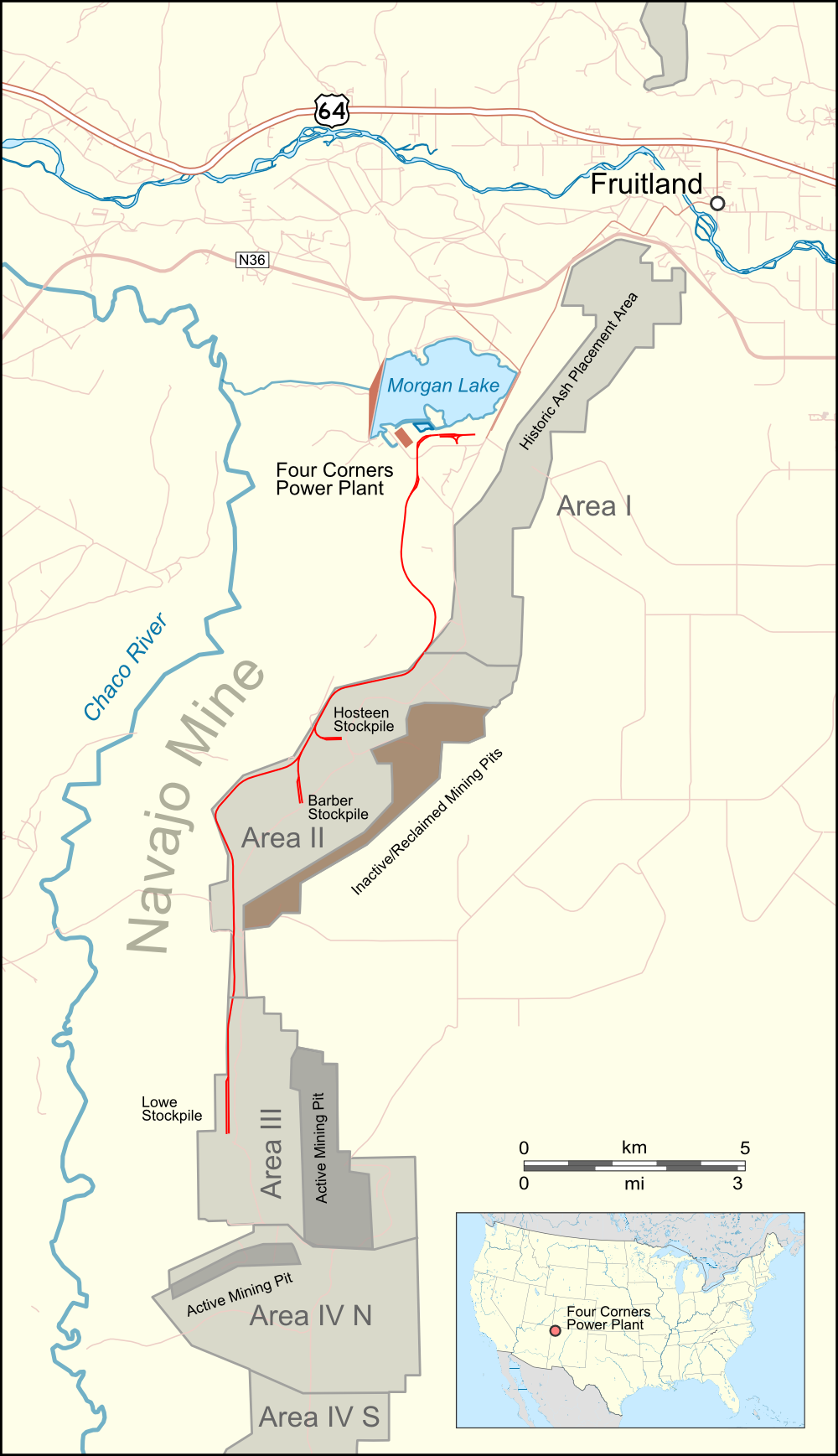
Übersichtskarte

Als Kühlwasserreservoir dient der aufgestaute Morgan Lake, in den Wasser aus dem San Juan River hochgepumpt wird.

## Kohleversorgung
Die Kohle wird vom Tagebau Navajo (Navajo Mine) über die Navajo Mine Railroad, eine mit 25 kV 60 Hz elektrifizierte, isolierte Bahnstrecke, zum Kraftwerk transportiert.
Der Tagebau liefert pro Jahr etwa 6 Mio. t Kohle, 2016 verkaufte die vormalige Besitzerin BHP Billiton ihn an North American Coal.

## Blöcke
| Block | Leistung | Inbetriebnahme | Stilllegung |
| ----- | -------- | -------------- | ----------- |
| 1     | 165 MW   | 1963           | 2013        |
| 2     | 165 MW   | 1963           | 2013        |
| 3     | 220 MW   | 1964           | 2013        |
| 4     | 770 MW   | 1969           |             |
| 5     | 770 MW   | 1970           |             |